# Tristan de Moneins
Tristan de Moneins, Baron et Seigneur de l’Abbaye Laïque de Monein (* um 1504; † 20. August 1548 in Bordeaux) war ein französischer Militär unter Heinrich II. von Frankreich.

## Leben und Wirken
Er wurde in eine Adelsfamilie aus Béarn geboren und war der Sohn von Gaston de Moneins der im Jahre 1525 in Pavia neben Franz I. von Frankreich kämpfte und dort getötet wurde.
Tristan wurde zum Kammerherrn des Königs Heinrich II. von Navarra, Chambellan du Roi de Navarre ernannt, war Gouverneur von Navarrenx, Seneschall von Béarn, dann Generalleutnant in Guyenne. Er war mit Madeleine de Sainte-Colome und später mit Françoise de Lomagne verheiratet.
Als im Jahre 1548 das Château Trompette in Bordeaux von den Bordelais, den Bewohnern der Stadt, belagert wurde, als sie anlässlich einer Erhöhung der Gabelle in Rebellion waren, fand er den Tod durch die aufgebrachte Menge, als er sich für Verhandlungen einsetzte (Lynchjustiz). Seinen Leichnam schändete die aufgebrachte Menge, sie ließen seinen sterbenden Körper ausbluten, häuteten und zerteilten ihn, um ihn mit Salz bestreut, zu verscharren.
Michel de Montaigne war als fünfzehnjähriger Zeuge dieses Ereignisses, sein Vater Pierre Eyquem de Montaigne war zur damaligen Zeit Amtsrichter in der Stadt, jurat de la ville erzählte es im Essais (I, 23), ohne jedoch den Namen Tristan de Moneins direkt zu nennen.
Dieser Mord wurde im selben Jahr von der Exekutive durch Anne de Montmorency verfolgt und bestraft: Er zwang die Juraten und die Persönlichkeiten der Stadt, den Leichnam von Moneins mit ihren Fingernägeln auszuheben um ihn an der sichtbarsten Stelle des Chores in der Kathedrale von Bordeaux zu bestatten.